# Wifredo II Borrell
Wifredo II Borrell de Barcelona (874-Barcelona, 911) fue conde de Barcelona, Gerona y Osona (897-911).
Era hijo del conde Wifredo el Velloso y Guinidilda de Ampurias.
El 897, a la muerte de su padre, se hizo cargo conjuntamente con sus hermanos Sunifredo y Miró, de los condados paternos: condado de Barcelona, Gerona, Osona, Besalú, Cerdaña y Urgel. Él mismo se reservó el gobierno de los condados de Barcelona, Gerona y Osona y se hizo cargo del menor de los hermanos, Suniario I, aún menor de edad.
El 898 se casó con Gersenda de Tolosa, hija de Odón I de Tolosa. La pareja no tuvo descendencia masculina.
Aquella fue una época de inseguridad en los condados catalanes, con cruentas invasiones sarracenas, así como en la sucesión de la dinastía Carolingia. Esta situación en el Reino de Francia se debió a la instauración del rey intruso, Eudes de Francia, pero en 898 a la  muerte de aquel se entronizó a Carlos el Simple, hijo póstumo de Luis el Tartamudo. Este hecho propició un viaje de Wifredo Borrell a Francia para rendir tributo al nuevo rey, y donde fue investido oficialmente el 899. 
Continuó la obra repobladora de su padre, en este caso en el Llusanés, y aprobó la repoblación y defensa de la orilla derecha del río Llobregat.
Falleció el 26 de abril de 911, al no tener descendencia masculina, sus condados pasaron a Suniario I. Fue enterrado en el monasterio de San Pablo del Campo, que probablemente había fundado él mismo.